# مركابتوبورين
المركابتوبورين (بالإنجليزية: Mercaptopurine)‏
يعمل كمضاد للبورين، المركب الموجود في الجسم والذي يدخل في صناعة الحمض النووي، مما يثبط عملية صنع الأحماض الننوية الخلوية والبروتينات والانزيمات في الخلايا ويوقف أنشطتها وتكاثرها

## الاستعمالات
يستخدم في علاج ابيضاض الأرومات اللمفاوية الحاد

## موانع الاستعمال
- يمنع استخدامه في المرضى الذين أظهروا فرط الحساسية للدواء أو لأي جزء من مكوناته.
- وجود مقاومة سابقة للمركابتوبورين أو الثيوغوانين.
- وجود مرض في الكبد (شديد).
- وجود هبوط شديد في وظائف نخاع العظم.
- وجود حمل.

## الاحتياطات
- الرضاعة:من غير المعروف ما إذا كان الدواء يفرز في حليب الأم في حالة المُرضع، ولكن بسبب آثاره الضارة على جسم الإنسان، ينبغي تجنب عملية الرضاعة خلال فترة العلاج
- قد يسبب العلاج سميهة كبدية؛ يجب استعمال العلاج بحذر في حال وجود اعتلالات في الكبد أو الاستخدام المتزامن لعلاجات أخرى تسبب سمية مشابهة، أو في حال استخدام جرعات أعلى من 2,5 مغ/كغ/يوم. قد يساعد البدء بإعطاء جرعات صغيرة ورفعها تدريجياً.
- قد يسبب العلاج حدوث عدوى التهابية.
- قد يسبب العلاج في حال ستخدامه المتزامن مع الأزاثيوبرين هبوطاً شديداً في وظيفة نخاع العظم، تتجلى في فقر الدم، وقلة الكريات البيض، ونقص الصفيحات الدموية.
- يلاحظ أن المرضى الذين يعانون من نقص جيني في الانزيم ثيوبيورين ناقل المثيل أو يتناولون أدوية مثبطة لهذا الانزيم أو لانزيم أكسيداز الزانتين (مثل الألوبيروينول) لديهم حساسية أعلى لسمية العلاج على نخاع العظم.

## الأعراض الجانبية
من أعراض العلاج الجانبية:
- سمية نخاع العظم: هبوط في قيم كريات الدم البيضاء في الدم؛ هبوط في مستوى الصفائح في الدم؛ فقر دم.
- سمية كبدية: فرط بيليروبين الدم؛ ارتفاع انزيمات الكبد؛ يرقان؛ استسقاء؛ اعتلال دماغي؛ تظهر عادة خلال شهرين من العلاج، ولكن قد تحصل خلال أسبوع واحد أو قد تظهر بعد 8 سنوات من العلاج.

من أعراضه الأخرى الأقل شيوعاً:
- ثعلبة؛ الطفح الجلدي.
- فقدان الشهية؛ تقرح الأمعاء؛ إسهال خفيف؛ الغثيان؛ القيء.

## التداخلات الدوائية
- الألوبيورينول:

يقلل من أيض المركابتوبورين؛ مما قد يسبب زيادة سميته؛ قد يلزم تخفيض جرعة المركابتوبورين من 1/3 إلى 1 / 4 الجرعة المعتادة.
- الآزاثيوبرين

يزيد من سمية المركابتوبورين على نخاع العظم، يجب تجنب استخدامهما سوياً.
- الميثوتريكسات

قد يزيد من تأثير المركابتوبورين على المناعة.
- الوارفارين

يؤثر العلاج على التأثير المميع للوارفارين لذا يجب مراقبة العلاج وإعادة النظر في جرعة الوارفارين.

## اشكال الدواء
يتوفر العلاج على شكل أقراص بجرعة 50 مغ.

## التخزين
تخزن الأقراص في درجة حرارة الغرفة، بين 15 و 25 درجة مئوية بعيداً عن الرطوبة.